# François van Ranst
François van Ranst ou François de Ranst (en latin Franciscus van Ranst) est un dominicain, écrivain ecclésiastique et poète, né à Anvers et mort le 31 mai 1727 dans la même ville.

## Biographie
François van Ranst prend l'habit dominicain et est licencié en théologie de l'université de Louvain. Il enseigne les sciences sacrées en l'université de Louvain et devient régent des  études au couvent d'Anvers en 1715. En  1724, occupant les fonctions de théologien de Casanate, au couvent de la Minerve à Rome, il est promu maître en théologie. Il est nommé vicaire général et apostolique du diocèse de Bois-le-Duc.

## Publications
- Oratio panegyrica in laudem B. Thomœ, Anvers, 1711.
- Veritas in medio, seu D. Thomas, doclor ang. propositionsomnes circa theoriam et praxim, rigoremac laxitatem versantes a Baianis usque ad Quesnellianas inclusive pradamnans, Anvers, 1715.
- De hœresibus ab incimabulis Ecclesiœ ad Hoec usque tempora, per D. Thomam e scripturä sacra predebellatis, Anvers.
- Responsio brevis ad Patrem Quesnel, Anvers, 1718.
- Lux fidei, seu D. Thomas, doct. ang., splendidissimus catholicœ fidei athleta, Anvers, 1717.
- Opusculum Historico-Theologicum de indulgentiis et jubiloeo, Rome, 1724.
- Carmina et orationes in festo S. Thomœ de Aqnino pronunciatoe et editoe, Anvers.